# Relativer Temperaturindex
Der Relative Temperaturindex (RTI) ist ein Maß für die thermische Alterungsbeständigkeit eines Kunststoffes bei erhöhter Temperatur. Der RTI wird als die Temperatur definiert, nach der es für einen Werkstoff (Candidate B) bei Lagerung in Luft ebenso lange wie bei einem vergleichbaren anderen Werkstoff (Control A) bei dessen bereits bekannter RTI-Temperatur dauert, bis eine spezifizierte Eigenschaft auf 50 % ihres ursprünglichen Wertes abgefallen ist. Er wird unter anderem in der UL-Norm 746B beschrieben.
Es gibt den RTI für unterschiedliche Materialdicken und typischerweise folgende Kenngrößen:
- Durchschlagfestigkeit (RTI Elec)
- Zugfestigkeit (RTI Str)
- Schlagfestigkeit (RTI Imp)

## Bestimmung

### Lagerungsversuche
Der RTI-Wert wird aus einer großen Vielzahl von bei unterschiedlichen Temperaturen und für unterschiedliche Zeit im Ofen an Luft gelagerten Proben bestimmt. Nach Beendigung der Lagerung wird die jeweils spezifizierte Eigenschaft mit einem (zumeist zerstörenden) Werkstoffprüfverfahren bestimmt und als Funktion der Lagerungszeit aufgetragen. Infolge der Alterungsprozesse wird der Ausgangswert nach genügend langer Lagerung abfallen und schließlich nur noch 50 % des Ausgangswertes betragen. Diese Zeit k wird grafisch oder mathematisch durch Interpolation mit einem Polynom 3. Grades oder einen anderen für die Anwendung geeigneten Algorithmus ermittelt. Danach gilt die Lebensdauer als erreicht und die Versuchsreihe kann beendet werden.
Für die Wahl geeigneter Lagerungstemperaturen und -zeiten können zwei verschiedene Schemata verwendet werden: beim sogenannten fixed time frame liegen vier Probenentnahmezeitpunkte zwischen 1.000 und 5.000 Stunden von vornherein fest, während zur Erreichung ausreichender Daten Proben in Stufen von 10 K bei Temperaturen von 40 K und mehr oberhalb des erwarteten RTI gelagert werden müssen.
Für viele thermoplastische Kunststoffe ist dieses Verfahren nicht anwendbar, da diese bei Überhitzung bereits schmelzen oder anderweitig als durch Alterung ihre Form und Eigenschaften ändern. In diesen Fällen kommt das fixed temperature-Schema zum Einsatz, bei dem (mindestens) vier Lagerungstemperaturen so zu wählen sind, dass bei der höchsten Temperatur 50 % des Ausgangswertes in 500 bis 1.000 Stunden und bei der niedrigsten Temperatur nach mindestens 5.000 Stunden erreicht werden. Dafür gibt es ein vorgegebenes Terminschema. Da der genaue Wert der Zeit k jedoch vorher nicht bekannt ist, müssen die Ausbautermine an den tatsächlichen Verlauf der Alterungskurve angepasst werden. Ebenfalls ist es üblich, einige Probensätze (sog. Delay-Sets) erst später einzulagern, um zusätzliche Stützstellen der Alterungskurve ermitteln zu können, wenn deren Verlauf bereits schon grob erkennbar ist. Somit kann k über eine hinreichend große Anzahl nahegelegener Stützstellen genauer bestimmt werden.

### Auswertung
Die Berechnung des RTI beruht auf der häufig für Alterungsprozesse genutzten Arrhenius-Gleichung:
{\displaystyle k=A\cdot e^{\frac {-E_{A}}{R\cdot T}}}
Durch Logarithmierung und Parameterersetzung X = 1/T ergibt sich daraus eine Geradengleichung, deren Parameter durch lineare Regression aus den mindestens vier k- und T-Wertepaaren ermittelt werden. Damit wird auch eine Extrapolation für noch niedrigere Temperaturen und damit einhergehenden längeren aber praktisch nicht realisierbaren Lagerungszeiten möglich.
Sind die Parameter der Arrhenius-Geraden für Werkstoff A (Control) und B (Candidate) bestimmt, so wird der RTI von B aus dem bekannten Wert für A bei gleicher Korrelationszeit gemäß dem Ansatz
{\displaystyle a_{\rm {A}}+{\frac {b_{\rm {A}}}{\rm {RTI_{A}}}}=a_{\rm {B}}+{\frac {b_{\rm {B}}}{\rm {RTI_{B}}}}}
berechnet. Die gleiche Auswertung ist auch graphisch unter Verwendung des Arrheniusgraphen möglich.

#### Korrelationszeit
Die Korrelationszeit gibt die erwartete Lebensdauer bei der RTI-Temperatur des Werkstoff A (Control) an. Für elektrotechnische Anwendungen werden nach UL746B maximal 60.000 Stunden als ausreichend angesehen. Häufig liegt sie jedoch deutlich niedriger.